# Alfred Siegfried (Lehrer)
Alfred Siegfried (* 15. Februar 1890 in Luzern; † 27. März 1972 in Oetwil am See) war ein Schweizer Lehrer. Er war bis 1958 Verantwortlicher des rassenhygienischen Kinderhilfswerks Kinder der Landstrasse der Stiftung Pro Juventute.

## Leben
Siegfried war der Sohn des Metallwarenhändlers Karl Siegfried und dessen Frau Emilie Maria Josefa geb. Lehmann. Er heiratete 1930 Maria Anna Ermatinger. Von 1906 bis 1909 besuchte er das Lehrerseminar in Luzern und war von 1909 bis 1913 Primarlehrer in Luzern. Von 1913 bis 1921 studierte er neue Sprachen und Geschichte an der Universität Basel, wo er auch promovierte. Von 1915 bis 1918 war er Sekundarlehrer und Bezirkssekretär der Pro Juventute in Luzern. 1918 wechselte er zum humanistischen Gymnasium in Basel, wo er 1924 wegen sexuellen Missbrauchs eines Schülers verurteilt und aus dem Schuldienst entlassen wurde.
Er war anschliessend von 1924 bis 1959 Mitarbeiter des Zentralsekretariats von Pro Juventute, wo er das umstrittene Hilfswerk für die Kinder der Landstrasse gründete und bis 1958 leitete. Dieses „Hilfswerk“ trennte bis 1972 Eltern und Kinder von Fahrenden (Jenische, Sinti).

Der Völkerrechtler Oliver Diggelmann hält in seinem 2025 veröffentlichten Rechtsgutachten fest, dass Siegfried "eine kaum zu überschätzende Rolle bei den Wegnahmen spielte." Des Weiteren wird festgehalten: 
"Das «Hilfswerk» führte unter dem Titel der Fürsorge faktisch einen Kampf gegen die nomadische Lebensform. Die Notwendigkeit zu handeln wurde im konkreten Fall routinemässig mit der Gefährdung des betreffenden Kindes begründet. Alfred Siegfried schien geradezu besessen von der Idee, zur Beseitigung der «Vagantität» persönlich berufen zu sein. Sein Missionarismus schien ähnlich denkende Personen anzuziehen. Er bestimmte im Wesentlichen, wer als Jenischer zu gelten hatte und wer nicht, sein Wort hatte eindeutig das grösste Gewicht bei dieser Frage."
Siegfrieds Denken enthielt Prägungen von Rassenhygiene und Eugenik, der Euthanasie und Sterilisation stand er kritisch gegenüber.
Von 1937 bis 1939 war Siegfried Präsident der Schweizerischen Arbeitsgemeinschaft für Spanienkinder. 1940 gründete er mit Rodolfo Olgiati und Fritz Wartenweiler die Schweizerische Arbeitsgemeinschaft für kriegsgeschädigte Kinder (SAK). Von 1942 bis 1949 wirkte er im Schweizerischen Roten Kreuz mit. Von 1943 bis 1952 war Siegfried erster Präsident der Kommission für soziale Arbeit in Berggegenden (KOSAB), der späteren Schweizer Berghilfe.

## Kritik
Siegfrieds völkermordähnliche Praxis der Eltern-Kind-Trennung von Fahrenden wurde ab 1972 durch Hans Caprez in mehreren Reportagen im Schweizerischen Beobachter aufgedeckt und trotz Widerstand seitens Pro Juventute zum Gegenstand historischer Aufarbeitung.

### Zitat
„…Der einzelne Asoziale ist dem Volksganzen gegenüber immer in einer schwachen Stellung; so oder so wird er unter die Räder kommen und entweder eingeordnet oder unschädlich gemacht werden. Deshalb ist seine Gefährlichkeit für die Gesellschaft gering. Die asoziale Sippe dagegen, ist ganz anders einzuschätzen… Wer die Vagantität erfolgreich bekämpfen will, muss versuchen, den Verband des fahrenden Volkes zu sprengen, er muss, so hart das klingen mag, die Familiengemeinschaft auseinander reissen.…“